# 水嶋光
水嶋 光（みずしま ひかる、8月20日 - ）は、日本の男性声優。埼玉県出身。アクセント所属。かつては荒木 光（あらき ひかる）名義で活動していた。

## 来歴
2025年2月まで「荒木 光」名義でオフィスPACに預かり所属していた。
2025年3月1日からアクセント所属。移籍と共に芸名を「水嶋 光」に改名した。

## 人物
特技は野球、ピアノ。趣味は歌舞伎鑑賞、映画鑑賞。

## 出演

### テレビアニメ
2022年
- ルパン三世 PART6（チンピラB）

2024年
- ガールズバンドクライ（通行人、生徒B、観客）
- 下の階には澪がいる（陽の同級生、学生男3、学生男、学祭客男、学祭客、学生、飲食店の客、ナンパ男、高校生男） - 吹き替え
- ぷにるはかわいいスライム（第1回ルンルーン・グランプリ観客）

### ゲーム
- グランブルーファンタジー
- プリンセスコネクト!Re:Dive
- ウマ娘（2022年、リーダー格の男、観客A)
- ファイナルファンタジーXVI（2023年）
- トライブナイン

### 吹き替え

#### 映画
- 13: ザ・ミュージカル
- ジャックポット!
- マーベルズ
- Must Love Christmas
- 雪山の絆（ココ）

#### ドラマ
- クリミナル・マインド FBI行動分析課 シーズン17
- キャシアン・アンドー
- DOC あすへのカルテ（リヴィオ）
- ファミリー・ストーリー 〜これみんな家族なの?〜 シーズン5（デクスター）
- リバーデイル シーズン6（パーシヴァル・ピケンズ）
- ポーカー・フェイス シーズン2

#### アニメ
- オクトノーツと地上のミッション シーズン2
- ミッキーマウス ファンハウス（少年）

### デジタルコミック
- 僕と5人のモンスター（デニス）

### オーディオブック
- 急がばナナメ
- いのちの初夜
- 95
- 今夜、世界からこの恋が消えても
- 今夜、世界からこの涙が消えても
- いのちの初夜
- ジャパニーズウイスキー入門 現場から見た熱狂の舞台裏